# Радобой
Радобой (хорв. Radoboj) — община с центром в одноимённом посёлке на севере Хорватии, в Крапинско-Загорской жупании. Население общины 3387 человек (2011), население посёлка Радобой — 1282 человека. Подавляющее большинство населения — хорваты (99,03 %). В состав общины кроме административного центра входят ещё 8 деревень.
Община расположена в Хорватском Загорье на южных склонах хребта Иваншчица тремя километрами восточнее города Крапина. Посёлок Радобой связан с Крапиной местной дорогой.
Впервые Радобой упомянут в письменных источниках в 1334 году. С 1811 и до Второй мировой войны в окрестностях посёлка работал серный рудник. Посёлок известен тем, что в его окрестностях в начале XX века палеонтологами были открыты стоянки неандертальцев и их ископаемые останки.
Приходская церковь Пресвятой Троицы в Радобое построена в XVIII веке. В деревне Горьяни-Сутински сохранился важный памятник архитектуры — церковь святого Иакова XII века с пристройками XVIII века.